# Equazione irrazionale
In matematica, un'equazione irrazionale in una incognita è un'equazione algebrica in cui l'incognita compare all'interno del radicando di uno o più radicali. Ad esempio:
{\displaystyle x+{\sqrt {2x-3}}=12}
Non sono invece irrazionali (sebbene alcuni coefficienti siano irrazionali) equazioni come la seguente:
{\displaystyle x^{2}+{\sqrt {2}}x+{\sqrt {13}}=1}
dal momento che i radicali non contengono l'incognita {\displaystyle x}.

## Risoluzione

### Equazione irrazionale intera con un solo radicale
Per risolvere questo tipo di equazioni è sufficiente "togliere" le radici elevando entrambi i membri dell'equazione all'n-esima potenza (con n intero e maggiore di 1), ottendendo così un'equazione razionale che ammette tutte le soluzioni dell'equazione di partenza ma, in generale, può anche ammettere altre soluzioni.
Nel risolvere questo tipo di equazioni bisogna anche prestare attenzione all'indice della radice:
- se l'indice è un numero pari (di seguito indicato con {\displaystyle 2n}), allora ci possono essere tre casi:

1. {\displaystyle \;\;{\sqrt[{2n}]{f(x)}}=k},  dove {\displaystyle k} è un numero reale positivo o nullo: in tal caso il campo di esistenza dell'equazione è dato dall'insieme delle variabili {\displaystyle x} tali per cui {\displaystyle f(x)\geq 0};
2. {\displaystyle \;\;{\sqrt[{2n}]{f(x)}}=k},  dove questa volta {\displaystyle k} è un numero reale negativo: in questo caso l'equazione di partenza non possiede soluzione, poiché una radice a indice pari ha sempre come risultato un numero positivo;
3. {\displaystyle \;\;{\sqrt[{2n}]{f(x)}}=g(x)},  dove {\displaystyle g(x)} è una qualsiasi funzione algebrica razionale della variabile {\displaystyle x}: in quest'ultimo caso il campo di esistenza dell'equazione deve soddisfare il sistema di disequazioni:

{\displaystyle {\begin{cases}f(x)\geq 0\\g(x)\geq 0\end{cases}}} .
Una volta tenuto conto delle varie imposizioni a seconda dei casi, è possibile elevare entrambi i membri alla potenza {\displaystyle 2n} per eliminare la radice.
- se l'indice è un numero dispari, il campo di esistenza non è necessario perché tali radici sono estraibili anche con radicandi negativi, e si può pertanto procedere immediatamente all'elevamento a potenza.

In generale, se si eleva a un esponente dispari, si ottiene un'equazione equivalente a quella data; se si eleva invece a un esponente pari, è possibile che si aggiungano delle soluzioni spurie.
Infatti, data una relazione della forma:
{\displaystyle A(x)=B(x)}
elevando al quadrato si ottiene la forma:
{\displaystyle [A(x)]^{2}=[B(x)]^{2}}
che, portando tutto a primo membro e scomponendo la differenza di due quadrati, si può riscrivere così:
{\displaystyle [A(x)-B(x)]\cdot [A(x)+B(x)]=0}
Per cui, oltre alle soluzioni dell'equazione di partenza, vi sono anche le eventuali soluzioni dell'equazione:
{\displaystyle A(x)=-B(x)}
Elevando invece a esponente dispari:
{\displaystyle [A(x)]^{n}=[B(x)]^{n}} {\displaystyle n\in 2N_{0}+1}
{\displaystyle [A(x)]^{n}-[B(x)]^{n}=[B(x)]^{n}\cdot \{[C(x)]^{n}-1\},\quad C(x)=\left({\frac {A(x)}{B(x)}}\right),\quad B(x)\neq 0}
{\displaystyle [B(x)]^{n}\cdot \{[C(x)]^{n}-1\}=0}
Le soluzioni, sfruttando la legge di annullamento del prodotto e ricordando che l'esponente {\displaystyle n} non cambia il segno delle funzioni, sono le seguenti:
{\displaystyle [B(x)]^{n}=0\quad {\mbox{e}}\quad \{[C(x)]^{n}-1\}=0\Rightarrow [C(x)]^{n}=1\Rightarrow {\biggl (}{\frac {A(x)}{B(x)}}{\biggr )}^{n}=1}
La prima viene scartata perché {\displaystyle B(x)\neq 0}; la seconda, invece, implica l'uguaglianza {\displaystyle A(x)=B(x)}.
In definitiva: quando, al fine di eliminare i radicali per ricondursi a un'equazione razionale, si elevano entrambi i membri di un'equazione a un esponente pari, bisogna poi ricordarsi di verificare se le soluzioni ottenute risolvano effettivamente l'equazione originaria, controllando mediante sostituzione oppure determinando il campo di esistenza dell'equazione.
- Esempio 1

{\displaystyle {\sqrt {5x+1}}=4}
Il campo di esistenza di questa equazione è dato dall'insieme di tutte le {\displaystyle x} tali per cui {\displaystyle 5x+1\geq 0\;\to \;x\geq -{\frac {1}{5}}}.
Elevando al quadrato entrambi i membri dell'equazione, si ottiene:
{\displaystyle 5x+1=16}
che ha come unica soluzione {\displaystyle x=3}, che soddisfa anche l'equazione originaria essendo compresa nel campo di esistenza.
- Esempio 2

{\displaystyle {\sqrt {16-x}}=x-4}
Il campo di esistenza di questa equazione è dato da:
{\displaystyle {\begin{cases}16-x\geq 0\\x-4\geq 0\end{cases}}\;\;\to \;\;{\begin{cases}x\leq 16\\x\geq 4\end{cases}}}
che ha soluzione {\displaystyle 4\leq x\leq 16}.
Elevando al quadrato entrambi i membri si ottiene l'equazione:
{\displaystyle 16-x=(x-4)^{2}}
Questa è un'equazione di secondo grado le cui soluzioni sono {\displaystyle x=0} e {\displaystyle x=7}, dove però {\displaystyle x=0} non è accettabile perché non compresa nell'insieme di definizione, restando così {\displaystyle x=7} unica soluzione accettabile dell'equazione di partenza.
- Esempio 3

{\displaystyle {\sqrt[{5}]{x+10}}=2}
Qui la radice ha indice dispari, pertanto è possibile procedere subito all'elevamento alla potenza {\displaystyle 5} di entrambi i membri, che porta a:
{\displaystyle x+10=32\;\;\to \;\;x=22}.

### Equazione irrazionale intera con due radicali quadratici
Un'equazione intera contenente due radicali quadratici, più altri termini razionali, si può scrivere nella forma:
{\displaystyle {\sqrt {A(x)}}\pm {\sqrt {B(x)}}=C(x)}
In questo caso, è possibile isolare un radicale, oppure si possono riunire entrambi i radicali nello stesso membro e trasportare nell'altro membro i termini razionali. In entrambi i casi, elevando al quadrato si ottiene un'equazione con un solo radicale quadratico, che si può risolvere come trattato nel caso precedente.
Anche in questo caso bisogna tener conto dell'insieme di definizione, che può assumere diversi aspetti a seconda di come si vogliono riunire i termini dell'equazione.
- Esempio

{\displaystyle {\sqrt {x^{2}+8}}-{\sqrt {8-4x}}=x}
Isolando il primo radicale si ottiene:
{\displaystyle {\sqrt {x^{2}+8}}=x+{\sqrt {8-4x}}}.
Il campo di esistenza di questa equazione è dato dalle soluzioni del sistema di disequazioni:
{\displaystyle {\begin{cases}x^{2}+8\geq 0\\8-4x\geq 0\end{cases}}\;\;\to \;\;{\begin{cases}\forall x\in \mathbb {R} \\x\leq 2\end{cases}}}
Eleviamo al quadrato entrambi i membri:
{\displaystyle x^{2}+8=x^{2}+(8-4x)+2x{\sqrt {8-4x}}}
Semplificando, l'equazione diventa:
{\displaystyle x{\sqrt {8-4x}}=2x}
Si vede immediatamente che {\displaystyle x=0} è soluzione, per cui, supposto {\displaystyle x\neq 0}, possiamo dividere per {\displaystyle x}:
{\displaystyle {\sqrt {8-4x}}=2}
Elevando ancora al quadrato si ottiene:
{\displaystyle 8-4x=4\;\;\to \;\;4x=4\;\;\to \;\;x=1}.
Dal momento che anche questa soluzione soddisfa l'equazione di partenza, le due soluzioni sono {\displaystyle 0} e {\displaystyle 1}.

### Equazione irrazionale intera con tre o quattro radicali quadratici
Un'equazione intera contenente tre radicali quadratici, più altri termini razionali, oppure una contenente quattro radicali quadratici, si risolve riunendo due radicali in uno stesso membro e trasportando tutto il resto nell'altro membro. In questo modo, elevando al quadrato, si ottiene un'equazione che contiene al più due radicali quadratici, rientrando pertanto nei casi precedenti. La determinazione del campo di esistenza di una simile equazione può risultare complessa, pertanto è possibile verificare la bontà delle soluzioni verificandole per sostituzione nell'equazione di partenza.
- Esempio

{\displaystyle {\sqrt {2x+3}}-{\sqrt {2x+5}}={\sqrt {3x}}-{\sqrt {3x+2}}}
Prima di elevare al quadrato, conviene spostare alcuni radicali (questo passaggio è utile solo al fine di semplificare i calcoli):
{\displaystyle {\sqrt {2x+3}}+{\sqrt {3x+2}}={\sqrt {3x}}+{\sqrt {2x+5}}}
Eleviamo al quadrato:
{\displaystyle 2x+3+3x+2+2{\sqrt {(2x+3)(3x+2)}}=3x+2x+5+2{\sqrt {3x(2x+5)}}}
Eseguendo i calcoli, diventa:
{\displaystyle {\sqrt {6x^{2}+13x+6}}={\sqrt {6x^{2}+15x}}}
Ora si eleva di nuovo al quadrato:
{\displaystyle 6x^{2}+13x+6=6x^{2}+15x}
Risolvendo quest'equazione si ottiene {\displaystyle x=3}, e si verifica facilmente che essa è effettivamente soluzione dell'equazione data.

### Equazione irrazionale fratta
Se l'equazione irrazionale non è intera, è sufficiente ridurla a forma intera (moltiplicando tutti i termini per il minimo comune multiplo dei denominatori) per rientrare nei casi già visti.
Esempio
{\displaystyle {\frac {\sqrt {4x+20}}{4+{\sqrt {x}}}}={\frac {4-{\sqrt {x}}}{\sqrt {x}}}}
Si moltiplicano tutti i termini per {\displaystyle {\sqrt {x}}(4+{\sqrt {x}})}, ricordando che {\displaystyle x>0} (perché, oltre ad essere il radicando di una radice quadrata, si trova anche a denominatore; l'altro denominatore non presenta problemi di esistenza poiché è somma di due termini positivi di cui solo la radice può annullarsi); si noti anche che tale condizione garantisce in automatico anche l'esistenza di {\displaystyle {\sqrt {4x+20}}}:
{\displaystyle {\sqrt {4x^{2}+20x}}=16-x}
L'insieme di definizione di questa equazione è dato dalle soluzioni del sistema:
{\displaystyle {\begin{cases}4x^{2}+20x\geq 0\\16-x\geq 0\end{cases}}\;\;\to \;\;{\begin{cases}x\leq -5\lor x\geq 0\\x\leq 16\end{cases}}}
La sua soluzione, unita alla restrizione {\displaystyle x>0}, porta alla condizione che una soluzione sarà accettabile solo se {\displaystyle 0<x\leq 16}.
Eleviamo al quadrato entrambi i membri:
{\displaystyle 4x^{2}+20x\,=\,256+x^{2}-32x}
Le soluzioni di questa equazione quadratica sono {\displaystyle x=-{\frac {64}{3}}} e {\displaystyle x=4}. Tuttavia, la prima non è accettabile (dal momento che deve essere {\displaystyle 0<x\leq 16}. L'unica soluzione dell'equazione iniziale è perciò {\displaystyle x=4}.